# João Pinheiro Chagas
João Pinheiro Chagas (Rio de Janeiro, 1º settembre 1863 – Estoril, 28 maggio 1925) è stato un giornalista e politico portoghese.

## Biografia
Nacque in Brasile da genitori portoghesi. Oltre ad esercitare la professione di giornalista, fu anche editore di giornali come O Primeiro de Janeiro, Correio do Norte, O Tempo e O Dia. Successivamente si avvicinò alle idee repubblicane e fondò il periodico República Portuguesa.

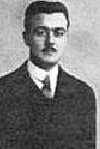
João Chagas da giovane.

## Carriera
Dopo la proclamazione della repubblica, il 5 ottobre 1910, fu nominato ministro a Parigi e, l'anno successivo, dopo la fine della legislatura del governo provvisorio, venne scelto per guidare il primo governo costituzionale, della prima Repubblica portoghese. Questo governo, però, durò due soli mesi, dal 4 settembre al 13 novembre 1911. Questo fu un triste preludio all'instabilità politica della Prima Repubblica. Il 17 maggio 1915, fu nuovamente nominato primo ministro ma non prese ufficio. Continuò ad esercitare la funzione di diplomatico fino al suo pensionamento nel 1923.